# Shōkoku-ji
Shōkoku-ji (相国寺?), formalmente identificado como Mannen-zan Shōkoku Shōten Zenji (萬年山相國承天禅寺?), es un templo budista en el norte de Kioto, fundado en 1382 por Ashikaga Yoshimitsu.

## Centro budista
En 1383, el maestro Zen Shun’oku Myōha (春屋妙葩?) (1311–1388) fue designado por Yoshimitsu como monje fundador, sin embargo, Myōha insistió en que el honor oficial fue otorgado póstumamente a  su propio maestro, Musō Soseki.  la decisión formal de otorgar este honor póstumo tuvo lugar en 1385.
Shōkoku-ji es considerado de las llamados Kyoto Gozan o "Cinco grandes templos de Kioto". Fue el segundo más importante durante el periodo medieval.  Durante poco tiempo en 1392, Shōkoku-ji fue considerado el primero entre los Gozan.
Shōkoku-ji es una de las catorce ramas autónomas de la escuela Rinzai de Zen japonés.  Hoy es la sede de la rama Shōkoku-ji del Zen Rinzai, con noventa templos afiliados, incluyendo famosos Pabellón de oro y Pabellón de plata en Kioto.

## Historia
Shōkoku-ji fue fundado a mediados del Periodo Heian.  La construcción de la estructura central comenzó en 1383, y todo el complejo del templo fue inicialmente dedicado en 1392. A los ocho mese del tercer año delMeitoku, Yoshimitsu organizó un gran banquete al que asistieron los más grandes oficiales de la corte imperial y los líderes militares de la época.  La pompa y ceremonia del acontecimiento fue comparada a un evento imperial.
Todo el complejo del tempo fue destruido por un incendio 1394; pero la reconstrucción, financiada por Yoshimitsu, no tardó mucho en completarse. Este proceso de daño y reconstrucción se repitió en varias ocasiones durante siglos, especialmente durante la Guerra Onin.
Tras el Periodo Muromachi, Shōkoku-ji fue sostenido por numerosos líderes nacionales como Toyotomi Hideyoshi, su hijo Toyotomi Hideyori y Tokugawa Ieyasu, que contribuyeron a financiar los sucecivos proyectos de reconstrucción. 
- Hideyori financió la reconstrucción del Hatto (Salón Dharma ) en 1605; y su estructura, designada como una Propiedad cultural importante de Japón, es actualmente el edificio más antiguo en su estilo en Japón.
- Ieyasu donó la Sanmon (Puerta de la Montaña) en 1609.
- El Emperador Go-Mizunoo donó un edificio imperial que servía como Kaisando  (Salón del Fundador).

Otros edificios fueron construidos durante este periodo, pero, con la notable excepción del hatto del siglo XVII, el complejo del templo fue ampliamente devastado durante la conflagación de 1788.